# وزن نوعي

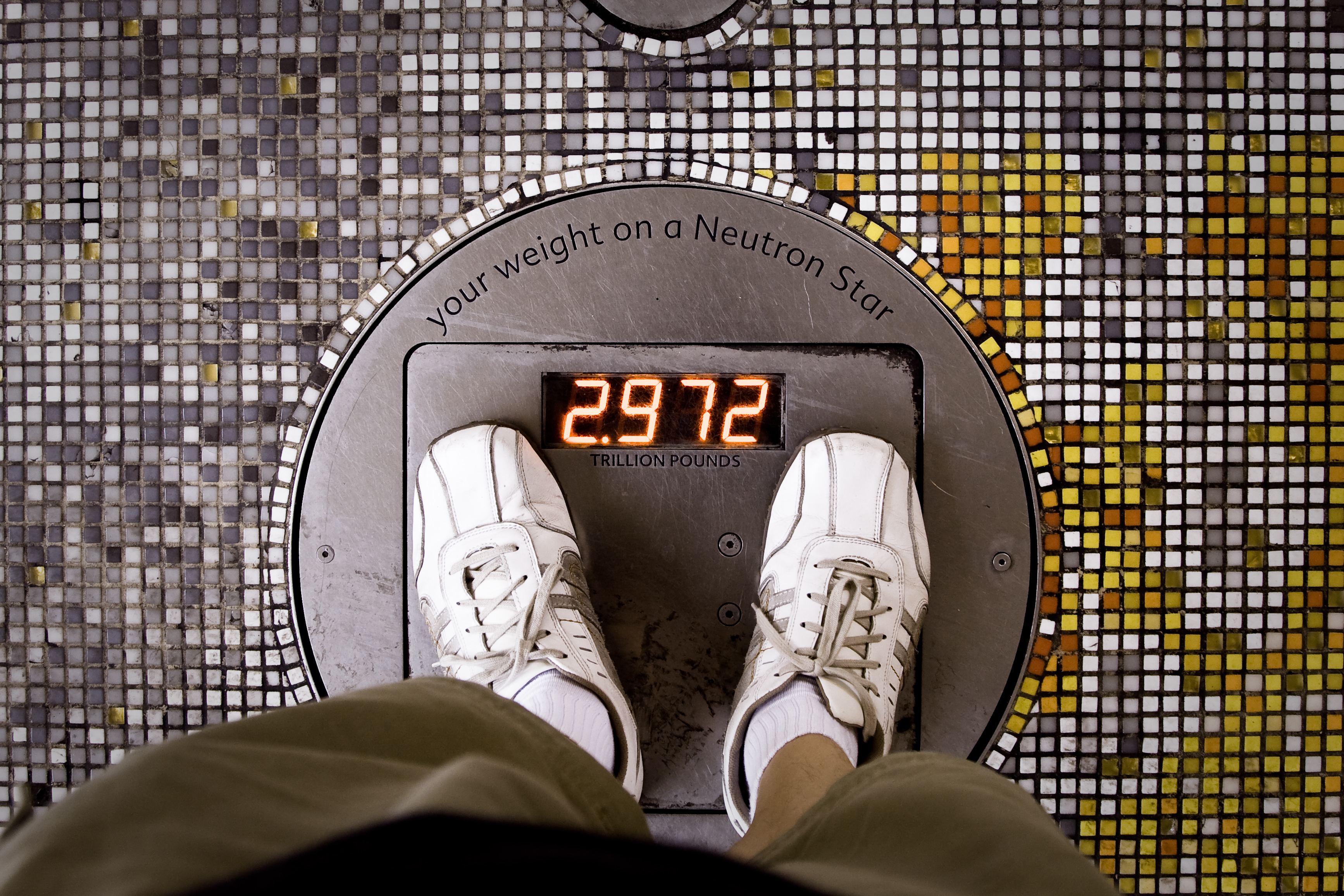

الوزن النوعي (specific weight) أو الثقل النوعي والذي يعرف أيضاً باسم وزن الوحدة، هو وزن لكل وحدة حجم مادة ما. يرمز للوزن النوعي بالحرف الإغريقي غاما γ.
من القيم الشائعة لهذا البعد الفيزيائي قيمة الوزن النوعي للماء على سطح الأرض، وهي
9.807 كيلونيوتن/م3، والتي تكافئ 62.43 باوند/قدم مكعب عند الدرجة 5 °س.
يستخدم مصطلح الوزن النوعي أحياناً للإشارة إلى الكثافة النسبية.

## اقرأ أيضاً
- كثافة
- كثافة نسبية